# Sistemi ettometrici di Perugia
I sistemi ettometrici di Perugia sono un insieme di sette impianti utilizzati per il collegamento tra le varie zone cittadine.
Tutti gli impianti sono gestiti da Umbria Mobilità.

## Minimetrò

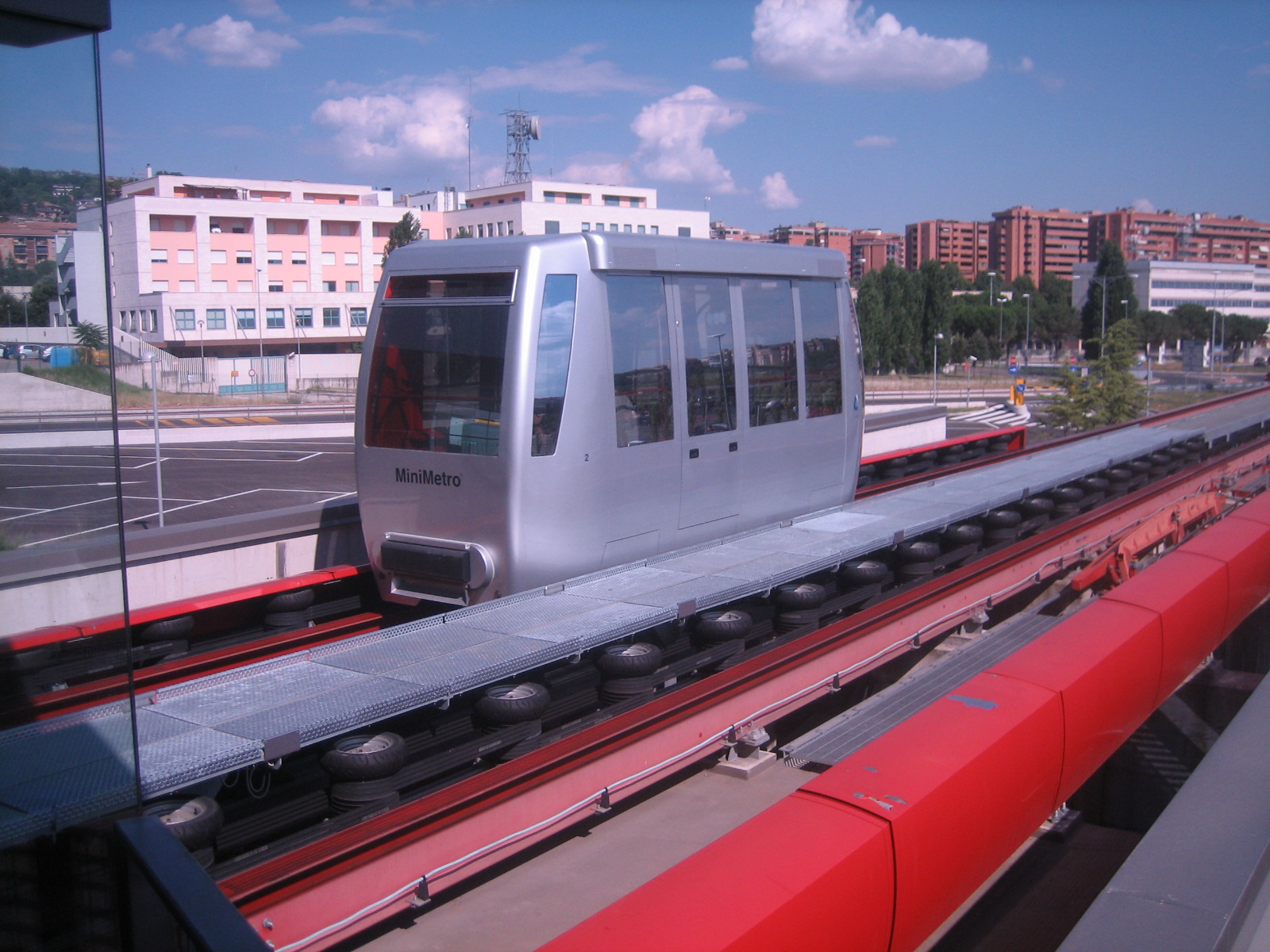
Una vettura del Minimetrò

Il più importante sistema ettometrico di Perugia è il Minimetrò, composto da una linea di 4 km. È un people mover, ossia un'evoluzione in ambito urbano delle funicolari. È un impianto totalmente automatizzato. La fermata Fontivegge permette l'interscambio con i treni che effettuano servizio viaggiatori nella stazione FS di Perugia. La tecnologia è della Leitner Ropeways. L'utilizzo del Minimetrò è soggetta al pagamento del biglietto.

## Ascensori pubblici
A Perugia sono presenti 2 ascensori verticali pubblici, il cui utilizzo è completamente gratuito. I 2 ascensori collegano le seguenti zone:
- galleria Kennedy-mercato coperto (Pincetto)
- parcheggio mercato coperto-terrazza mercato coperto.

Nel capolinea Pincetto del Minimetrò è presente inoltre un ascensore inclinato che permette di raggiungere la zona centrale di Perugia.

## Scale mobili

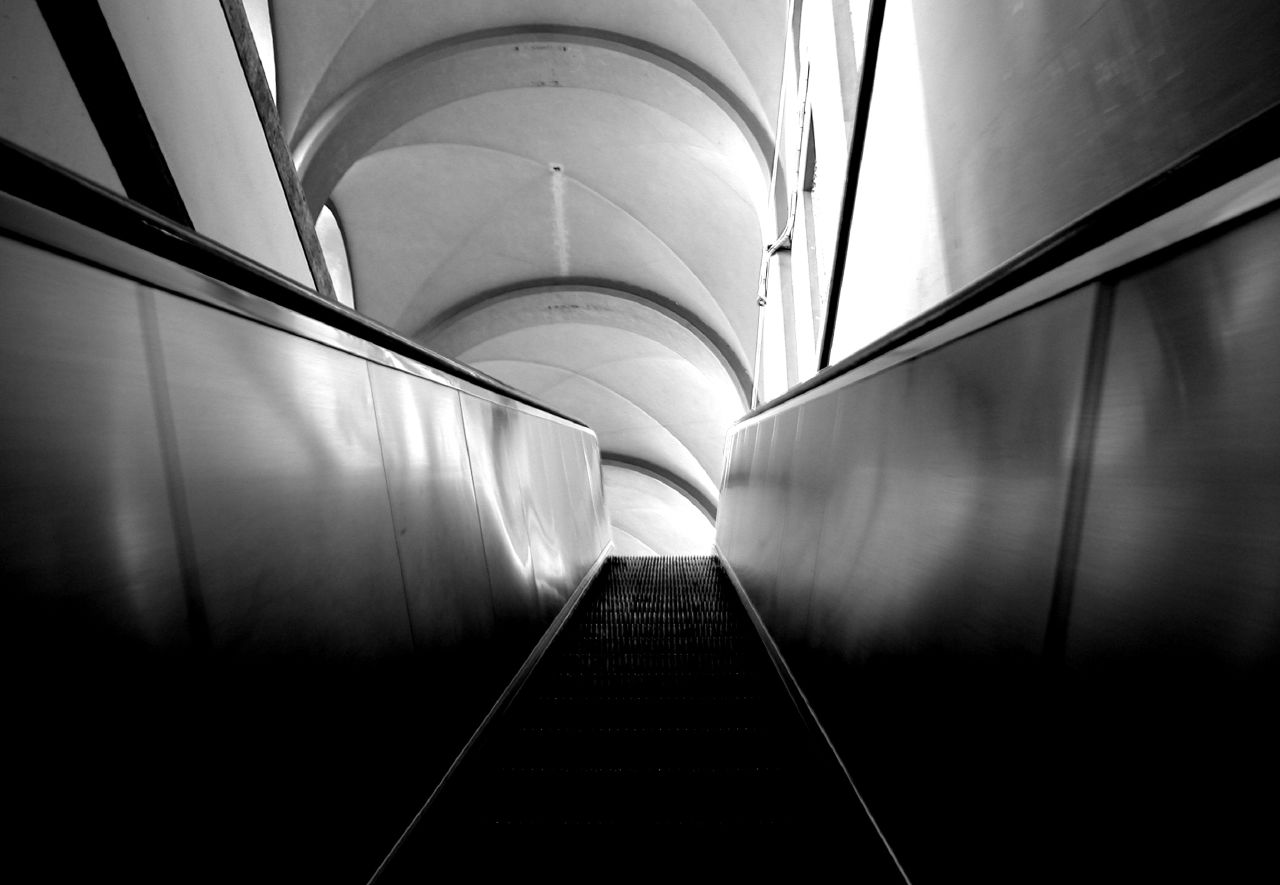
Scale mobili all'interno della rocca Paolina

A Perugia sono presenti 4 scale mobili pubbliche, il cui utilizzo è completamente gratuito. Le 4 scale mobili collegano le seguenti zone:
- piazza Partigiani-piazza Italia
- piazzale della Cupa-via dei Priori
- piazzale Europa-piazzale Bellucci
- piazzale Bellucci-corso Cavour

Nel capolinea Pincetto del Minimetrò sono presenti altre scale mobili che permettono, assieme all'ascensore inclinato, di raggiungere la zona centrale di piazza Matteotti di Perugia.

## Utilizzo
Le scale mobili e gli ascensori (escludendo quelle del capolinea Pincetto del Minimetrò e il Minimetrò stesso) sono stati utilizzati nel 2008 da circa 10 milioni di persone per oltre 32.000 ore di esercizio.